# Spondylosoma
Spondylosoma là một chi archosauria sống vào thời Trias giữa tại nơi ngày nay là Geopark của Paleorrota, Brazil.